# Polysciera manleyi
Polysciera manleyi là một loài bướm đêm trong họ Noctuidae.